# Gloria (mis)
Het Gloria (ook wel bekend als Gloria in excelsis Deo, letterlijk "Eer aan God in de hoogste") is in de katholieke liturgie de naam van het tweede gezang van het ordinarium in het rituaal van de Heilige Mis. 
Het eerste gedeelte van het Gloria bestaat uit een Latijnse vertaling van de lofprijzing op de H. Drie-eenheid die de engelen volgens Lucas 2:14 gesproken zouden hebben nadat een van hen de geboorte van Jezus Christus had aangekondigd aan de herders die zich op dat moment met hun kudden ophielden in de omgeving van Bethlehem. Een andere naam is de grote doxologie. De afsluitende acclamatie in de vespers heet ook wel kleine doxologie.

## Geschiedenis

### Bijbelse basis
De tekst van Lucas 2:14 komt voor in het narratief van de Geboorte van Jezus. De tegenwoordig gehanteerde Griekse tekst van Lucas 2:14 luidt: Δόξα ἐν ὑψίστοις Θεῷ καὶ ἐπὶ γῆς εἰρήνη ἐν ἀνθρώποις εὐδοκίας. In deze Alexandrijnse tekst is het laatste woord εὐδοκίας genitief en betekent 'van goede wil' (of 'van welbehagen'). De meeste Byzantijnse teksten bevatten echter het woord εὐδοκία zonder sigma, dus nominatief, dat 'goede wil' (of 'welbehagen') betekent. De Grieks-Orthodoxe Kerk hanteert nog steeds de Byzantijnse tekst met de nominatieve vorm εὐδοκία. Oudere vertalingen gebaseerd op de Textus Receptus vertalen het dus nominatief, bijvoorbeeld de Statenvertaling (1637): 'Eere [zy] Godt in de hooghste [hemelen], ende vrede op aerden, in den menschen een welbehagen.' De Griekse tekst bevat overigens geen persoonsvorm; de Statenvertalers hebben de conjunctief '[zy]' zelf tussen haakjes toegevoegd. Hetzelfde geldt voor het woord '[hemelen]'.
De huidige Latijnse vertaling gebruikt door de Rooms-Katholieke Kerk luidt: Glória in excélsis Deo et in terra pax homínibus bonae voluntátis. Hiëronymus van Stridon, die in 382 van de paus de taak kreeg om de Latijnse Vulgaat te maken als verbetering van de Vetus Latina, gaf de voorkeur aan altissimis als vertaling van ὑψίστοις – hypsístois (de hoogste), maar het woord excelsis uit de Vetus Latina is in de katholieke traditie in gebruik gebleven.
De NBG 1951 vertaalde het vers op basis van de Alexandrijnse tekst in het Nederlands als: 'Ere zij God in den hoge, en vrede op aarde bij mensen des welbehagens.' De NBV21 maakte ervan 'Eer aan God in de hoogste hemel en vrede op aarde voor de mensen die Hij liefheeft.' en gaf in een voetnoot aan: 'In latere handschriften staat: "en vrede op aarde; Hij vindt vreugde in de mensen".'

### Katholieke traditie
Volgens het Liber Pontificalis was het paus Telesphorus in de 2e eeuw die het Gloria als eerste een vaste plaats gaf in de kerkelijke traditie door het op te nemen in de liturgie voor de mis die sindsdien gehouden werd in de nacht, voorafgaande aan het kerstfeest. Werd het Gloria aanvankelijk alleen tijdens het Kerstfeest gezongen, geleidelijk aan ontwikkelde het zich tot een steeds populairder en niet meer weg te denken onderdeel van de eucharistieviering. 
Nadat op het Tweede Vaticaans Concilie middels het document Sacrosanctum Concilium: Constitutie over de heilige Liturgie (4 december 1963) was besloten toestemming te geven de Mis naast het Latijn ook in de volkstaal te vieren, zijn er voor de Nederlandse en Belgische kerkprovincie vele moderne gezangen gecomponeerd, waarin de celebrant of een voorzanger of een koor in wisselzang met de gelovige gemeenschap de Lofzang Eer aan God in den Hoge zingen. In de Eucharistieviering komt hierbij geen doxologie voor.

## Tekst
De volledige tekst luidt:
De officiële vertaling voor gebruik in de Nederlandstalige katholieke liturgie van "et in terra pax hominibus bonae voluntatis" is overigens tekstueel niet correct. Letterlijk staat er "en vrede op aarde voor mensen van/met een goede wil".

## Muzikale composities
Het Gloria is door de eeuwen heen door vele componisten op muziek gezet. Een van de beroemdste versies is die van de Italiaanse priester-componist Antonio Vivaldi.
Andere voorbeelden zijn:
- De hymne Gloria, zoals gearrangeerd door Edward Shippen Barnes
- Een cantate van Johann Sebastian Bach, zie Gloria in excelsis Deo (Bach)
- Een recent (2001) ontdekt werk van Georg Friedrich Händel, zie Gloria in excelsis Deo (Händel)
- Het Gloria van Francis Poulenc uit 1959 voor sopraan, gemengd koor en orkest

De tekst gloria in excelsis Deo of ere zij God in de Hoge komt ook voor in de Nederlandse kerstliederen Eer zij God in onze dagen en in het kerstlied Ere zij God en in het lied Ere zij God in de hoogste heem'len (Glorieklokken 279).